# Rotta della Cucca
La rotta della Cucca del 17 ottobre 589 fu una disastrosa alluvione causata dallo straripamento dell'Adige che, secondo la tradizione storiografica veneta, sarebbe stata la causa dello sconvolgimento idrografico che tra il VI e l'VIII secolo modificò sostanzialmente il panorama fluviale del basso Veneto.
La Cucca che dà il nome alla rotta è l'attuale Veronella, presso la quale anticamente passava un meandro dell'Adige oggi abbandonato.
Oggi si tende a ridimensionare l'importanza di questo singolo evento e si pensa che gli sconquassi avvenuti nel basso Veneto siano da attribuire a un generale peggioramento delle condizioni climatiche avvenuto tra il VI e l'VIII secolo e alla scarsa manutenzione dei fiumi conseguente alla caduta dell'Impero romano d'Occidente e alla guerra greco-gotica.

## Cronaca
Il 17 ottobre 589 vi fu una piena eccezionale dell'Adige che ne causò lo straripamento provocando, secondo la cronaca tramandata da Paolo Diacono:
(Historia Langobardorum Liber III, 23)
Per la sua cronaca Paolo Diacono prese spunto anche dal resoconto di papa Gregorio I riguardante uno dei miracoli attribuiti a San Zeno: nonostante l'incredibile portata della piena, infatti poca acqua entrò nella basilica a lui intitolata.

## Effetti e conseguenze
Oggi si ritiene poco plausibile che, per quanto disastroso, un singolo evento come quello narrato da papa Gregorio I e Paolo Diacono possa aver causato lo sconvolgimento improvviso del corso di tutti i fiumi che sfociavano nella laguna di Venezia; piuttosto, un tale sconvolgimento sarebbe stato il risultato di una serie di eventi, avvenuti nell'arco di più secoli, collegabili sia alla scarsa manutenzione dei fiumi, dovuto al progressivo abbandono delle terre che erano state bonificate in epoca classica e iniziato durante gli ultimi secoli dell'Impero romano d'Occidente, sia a un generale peggioramento delle condizioni climatiche avvenuto a livello globale tra il VI e l'VIII secolo, che portò al parziale scioglimento dei ghiacciai e un aumento delle precipitazioni con conseguente progressivo e drammatico incremento della portata dei fiumi.
La laguna di Venezia è il frutto dell'opera di una complessa rete fluviale, comprendente i bacini dei fiumi Piave, Sile, Zero, Dese, Marzenego, Brenta, Bacchiglione, Agno, Adige, Tartaro e Po, che creavano un ampio e continuo sistema di foci e lagune lungo tutto l'arco compreso tra Comacchio e Grado: l'antica conformazione fluviale mutò però radicalmente a seguito di questi sconvolgimenti.
A partire da nord, così, il Piave, che anticamente sfociava assieme al Sile nei pressi dell'antica Heraclia, spostò il proprio corso a sud, sfociando in mare in corrispondenza di porto di Cavallino: il fenomeno sconvolse la posizione difensiva della città, allora capitale del distretto di Venetikà, che venne a trovarsi ricongiunta alla terraferma ed esposta alle minacce esterne, provocando così l'inizio della propria decadenza.
Dal canto suo il Sile, invece, separandosi dal corso del Piave, andò a sfociare nella località ora detta Portegrandi, nei pressi dell'allora esistente porto di Treporti.
I fiumi Dese e Zero presero invece a confluire nella laguna nei pressi della città di Torcello, raggiungendo poi il mare attraverso l'allora esistente porto di Sant'Erasmo: il forte afflusso di acque dolci mutò la salubrità della zona, favorendo il progressivo sviluppo di aree malariche, che determinarono il declino dei vicini centri urbani.
Il Marzenego raggiungeva il mare attraverso il porto del Lido, entrando nella laguna presso la località detta Campalto e congiungendosi con le acque del Brenta tramite il canale di Cannaregio.
Più a sud il Brenta e il Bacchiglione abbandonarono il proprio precedente delta, che condividevano e si estendeva tra il porto di Metamauco e il porto di Chioggia; i corsi dei due fiumi si separarono e il Brenta fu canalizzato e mandato a sfociare in corrispondenza dell'odierna Fusina, parte presso l'abitato di Olivolo e parte attraverso il vecchio porto della città di Metamauco e il vicino porto di Albiola.
Sempre nei pressi della città di Chioggia presero a confluire le acque del Bacchiglione, il cui percorso si presentava sensibilmente diverso dall'attuale, poiché questo corso d'acqua, dopo aver lambito Vicenza, non doveva entrare in Padova, ma scorreva a sud della città e si univa nella zona di Vallonga (il portus Aedro = mansio Evrone) alle acque del Brenta per uscire infine in Laguna.
In questo contesto di modificazione fluviale venivano a trovarsi esposti alla forza del mare gli spartiacque interni alla laguna, che probabilmente in precedenza la dividevano negli attuali quattro bacini idrografici. Gli spartiacque (ove in terra emersa) vennero quindi spazzati e sommersi dalle acque, separando i lidi definitivamente dalla terraferma venendo a creare la laguna unita come oggi la conosciamo.
Poco più a sud, nell'oggi scomparso porto di Brondolo, prese invece a sfociare la continuazione dei fiumi Agno e Guà (oggi attraverso il canale di Gorzone).
Sempre a seguito di questi sconvolgimenti, si estinse un ramo dell'Adige che passava per Bonavigo, Minerbe, Montagnana, Este, Sant'Elena, Solesino e sfociava nell'antico porto di Brondolo, mentre il letto del corso principale divenne inadeguato a gestire la nuova portata; i Longobardi, in guerra con l'Esarcato di Ravenna, lasciarono il fiume disalveato come difesa naturale contro potenziali attacchi e la campagna inondata si tramutò in palude per secoli.
Il corso del Tartaro rimase pressoché inalterato: anticamente sfociava presso Pellestrina col nome di "canale Filistina", ma perse il tratto finale e confluì in queste paludi; presumibilmente in questo periodo, le sue acque riattivarono anche un antico ramo abbandonato del delta del Po, corrispondente al Po di Adria ossia all'attuale Canalbianco.
Nello stesso anno, a seguito di un'alluvione devastante, il Cismon cambiò bacino fluviale, passando dal bacino del Piave, fiume nel quale confluiva tra Artèn (Fonzaso) e Caupo (Seren del Grappa) attraverso l'attuale torrente Stizzon, a quello del Brenta. 
La tradizione indica sempre il 589 come l'anno in cui il corso principale del Po mutò dal Po di Primaro al Po di Volano, ma da una lettera di Cassiodoro ai “marinai” veneti si viene a sapere che già nel 537-538 il Po di Volano era il ramo più attivo.

### Nei secoli successivi
Sul corso del sistema Tartaro-Filistina, a partire dal IX secolo sorsero i primi nuclei di Badia, Lendinara, Villanova, Rovigo e Villadose.
Nel X secolo, su iniziativa del marchese Almerico di Mantova e di sua moglie Franca, il corso dell'Adige venne finalmente assestato nell'alveo dell'antico canale Chirola; da allora l'Adige attraversa Legnago, lambisce Villa Bartolomea, Castagnaro, Badia Polesine, Lendinara, Lusia, Rovigo e, dopo aver attraversato Cavarzere, sfocia nel mare Adriatico presso l'odierna Cavanella d'Adige. Il corso dell'Adige fu ancora modificato, ampliandone il letto, nel XV secolo, accorciandone il corso tra Badia Polesine e Lusia e spostandolo fuori dalla città di Rovigo, ma tale sistemazione divenne definitiva solo nel XIX secolo. A metà del XX secolo, nell'ambito della sistemazione idraulica del Polesine dopo la disastrosa alluvione del 1951 (proveniente dal fiume Po), furono creati anche i poderosi argini attuali dell'Adige, ancorché tale fiume non fosse esondato.
Il termine Polesine nacque nel X secolo e venne ad indicare l'attuale provincia di Rovigo e parte dell'attuale provincia di Ferrara, in quanto comprendeva il territorio a sud dell'Adige (nel nuovo corso dal X secolo) ed a nord del Po di Volano.
Questa, in sintesi, rimase l'idrografia del Veneto fino a un'altra disastrosa alluvione, la rotta del Pinzone, che nel X secolo modificò nuovamente l'idrografia del "neonato" Polesine.